# Fondul European de Dezvoltare Regională
Fondul European de Dezvoltare Regională (FEDR) este un fond special al comunității europene, creat în anul 1975 în vederea reducerii decalajelor dintre gradul de dezvoltare a regiunilor Comunității.
Odată cu crearea FEDR a fost definită o politică regională la nivel comunitar și a devenit în scurt timp cea mai importantă componentă a sprijinului structural.
FEDR finanțează:
- ajutoare directe pentru investițiile în întreprinderi (în special, IMM-uri) în vederea creării de locuri de muncă durabile;
- infrastructuri legate, în special, de cercetare și inovare, telecomunicații, mediu, energie și transporturi;
- instrumente financiare (fond de capital de risc, fond de dezvoltare regională etc.) destinate să sprijine dezvoltarea regională și locală și să favorizeze cooperarea între orașe și regiuni;
- măsuri de asistență tehnică.

Fondul European de Dezvoltare Regională (FEDR) poate interveni în sprijinul a trei noi obiective de politică regională:
- convergență;
- competitivitate regională și ocuparea forței de muncă;
- cooperare teritorială europeană.